# Крістіан Ферра
Крістіан Ферра (фр. Christian Ferras; 17 червня 1933, Ле Туке, департамент Па-де-Кале — 14 вересня 1982, Париж) — французький скрипаль.

## Біографія
Навчався у Консерваторії Ніцци у Шарля Бістезі, потім приватно у Бориса Каменського і в Паризькій консерваторії у Жозефа Кальве. Блискуче закінчивши її 1946 року за двома спеціальностями (скрипка і камерне виконання), вперше виступив в Парижі і незабаром став учнем Джордже Енеску. Два роки по тому Ферра виграв міжнародний конкурс в Схевенінгені (в журі якого був Ієгуді Менухін) а ще через рік отримав друге місце на Конкурсі скрипалів Жака Тібо (перша премія не була присуджена).
Швидко завоювавши міжнародну популярність, Ферра в 1950-ті — 1960-ті роки багато гастролював Європою і США, користувався великою популярністю в країнах Східної Європи. Основу його репертуару складали класичні скрипкові концерти (Бетовена, Моцарта, Мендельсона), але він також активно пропагував французьку музику, ставши першим виконавцем Сонати для скрипки соло Артура Онеґґера і ряду інших творів.
У 1960-ті роки Ферра зробив ряд записів, серед яких виділяється Концерт Брамса під керуванням Герберта фон Караяна, а також Концерт «Пам'яті ангела» Альбана Берга, в якому в повною мірою проявилися відмінності виконавської техніки скрипаля: сила, чистота і краса звучання, гарне почуття стилю. Ферра також записав все сонати Бетовена разом з піаністом П'єром Барбізе.
1975 року музикант через хворобу змушений був припинити виступи. Його повернення на концертну сцену відбулося в березні 1982, однак виконавська кар'єра тривала всього кілька місяців: 14 вересня 1982 року Ферра, не зумівши впоратися з депресією, від якої він страждав протягом багатьох років, покінчив життя самогубством.